# Cordinhã
Cordinhã est une localité portugaise faisant partie de la municipalité de Cantanhede, dans le district de Coimbra.
Elle compte 1 141 habitants pour 10 km2.

## Population
| Population de la paroisse de Cordinhã | Population de la paroisse de Cordinhã | Population de la paroisse de Cordinhã | Population de la paroisse de Cordinhã | Population de la paroisse de Cordinhã | Population de la paroisse de Cordinhã | Population de la paroisse de Cordinhã | Population de la paroisse de Cordinhã | Population de la paroisse de Cordinhã | Population de la paroisse de Cordinhã | Population de la paroisse de Cordinhã | Population de la paroisse de Cordinhã | Population de la paroisse de Cordinhã | Population de la paroisse de Cordinhã | Population de la paroisse de Cordinhã |
| ------------------------------------- | ------------------------------------- | ------------------------------------- | ------------------------------------- | ------------------------------------- | ------------------------------------- | ------------------------------------- | ------------------------------------- | ------------------------------------- | ------------------------------------- | ------------------------------------- | ------------------------------------- | ------------------------------------- | ------------------------------------- | ------------------------------------- |
| 1864                                  | 1878                                  | 1890                                  | 1900                                  | 1911                                  | 1920                                  | 1930                                  | 1940                                  | 1950                                  | 1960                                  | 1970                                  | 1981                                  | 1991                                  | 2001                                  | 2011                                  |
| 817                                   | 868                                   | 915                                   | 805                                   | 862                                   | 868                                   | 1 008                                 | 1 013                                 | 1 054                                 | 1 157                                 | 1 151                                 | 1 140                                 | 1 133                                 | 1 141                                 | 1 034                                 |

## Patrimoine
- Chapelle Notre-Dame de Ó